# NK Rujani Čelebić 92 Lištani
NK Rujani Čelebić 92 je bivši bosanskohrecegovački nogometni klub iz Lištana kod Livna.

## Povijest
Klub se ranije zvao Zadrugar.
Sredinom 1990-ih klub se natjecao u Drugoj ligi Herceg-Bosne. U sezoni 2001./02. bili su prvaci županijske lige HBŽ.